# Marie-Anne de Bavière (1574-1616)
Pour les articles homonymes, voir Marie-Anne de Bavière.
Marie-Anne de Bavière, née le 18 décembre 1574 à Munich dans l'électorat de Bavière et morte le 8 mars 1616 à Graz dans le duché de Styrie, est une princesse allemande de la maison de Wittelsbach. Première épouse du futur empereur Ferdinand II du Saint-Empire, elle meurt trois ans avant l'élection de son mari au titre impérial.

## Biographie
Elle est la fille du duc Guillaume V de Bavière (1548-1626), et de Renée de Lorraine (1544-1602).
En 1600, elle épouse l'archiduc Ferdinand d'Autriche (1578-1637), son cousin. Sept enfants naissent de ce mariage :
- Christine (née et morte en 1601) ;
- Charles (né et mort en 1603) ;
- Jean Charles (1605-1619)[1] ;
- Ferdinand III (1608-1657), qui succède à son père en 1637[1] ;
- Marie-Anne (1610-1665), mariée en 1635  à l'électeur de Bavière Maximilien Ier[1] ;
- Cécile-Renée (1611-1644), mariée en 1637 au roi de Pologne Ladislas IV Vasa[1] ;
- Léopold-Guillaume (1614-1662), évêque de Strasbourg, d'Olmütz et de Breslau, Grand Maître de l'Ordre Teutonique[1].

Marie-Anne de Bavière meurt en 1616, avant l'accession au trône de son mari : l'année suivante, Ferdinand II devient roi de Bohême, et ensuite roi de Hongrie (1618), et enfin, il est élu en 1619 empereur du Saint-Empire, après la mort sans descendance de son cousin l'empereur Mathias.